# 法網恢恢
《法網恢恢》（英語：The Fugitive），為QM製作公司（QM Productions）與聯藝電視（United Artists Television）製作，自1963年9月17日至1967年8月29日於美國廣播公司（ABC）播出的美國電視影集，由大衛·強生（David Janssen）主演。共播出4季（每季各30集），全120集。

## 概要
本片前三季為黑白作品，僅最後一季為彩色製作。在台灣則由台視於1967年12月24日～1970年4月26日首播，1990年代佛光衛視也曾重播本片。完結篇在美國播出時，曾創下50.7％的驚異收視率，此記錄直到1980年11月，才被《朱門恩怨》（Dallas）第四季的首集所打破。

## 故事大綱
印地安納州史丹佛的小兒科醫師李查·金波（Richard Kimble，當時台灣播映譯名為「康理查」）之妻海倫，懷孕後孩子因小產而夭折，從此也無法再生育，變得情緒低落。
1961年9月17日，可說是改變金波往後人生的日子。當天他們夫妻之間因為海倫無法生育，金波提出收養孩子的建議之事而發生了爭執，金波一時氣憤開車奪門而出，但他在情緒平靜下來之後決定與妻子和好，但返家時，他心中卻莫名出現了一股不祥的預感。
金波將車子停進車棚時，見到一名獨臂男子從家中的玄關跑出，待金波進屋之後他的不祥預感成真，海倫已經倒臥屋內遭到殺害。但警方在偵辦後，卻將金波視為犯人逮捕。在所有跡象都不利於金波的情況下，更由於金波因為自己根本就並未殺妻而堅不認罪，結果被控犯下一級謀殺罪並判處死刑。含冤莫白的金波在史丹佛警方的警探菲力普‧吉拉德（Philip Gerard）押解下，搭乘列車準備前往州立監獄行刑。
一路上金波讓思緒冷靜下來之後，確認了兇手絕對另有其人－－那名「獨臂人」嫌疑重大。但如今自己已成即將伏法之身，只能絕望的聽從命運安排。
然而，上天卻對他開了個大玩笑。原本平順行進的列車竟發生了脫軌翻覆意外，讓金波得到了改變自己命運的機會，於是他心念一轉，決定逃走。從此成為全國通緝要犯的金波，開始了他漫長無盡的逃亡之旅。他將原本半白的頭髮染黑，並隨處改名換姓從事各種工作，以躲避吉拉德鍥而不捨的追緝，更重要的是，金波必須設法找出真兇，還有證實那名極可能是殺妻嫌犯的「獨臂人」存在，方能昭雪自己的清白......。
本劇的故事就從列車翻覆事件半年後，在金波的逃亡之旅中開始了。

## 主要人物
- 李察·金波（Richard Kimble）：大衛·強生（David Janssen）飾

本劇的男主角。金波原本是位拯救生命的醫師，卻歷經了妻兒之死，以及在無從證明自己的清白下所面臨的死刑判決，還有逃亡。失去了一切的金波，他的逃亡雖說是基於找出殺妻真兇，但在旅程當中，他也與形形色色的人們相遇，這場逃亡之旅，某種意義上也可算是金波將自己失去的一切，重新找回的追尋之旅。
- 菲力普·吉拉德（Philip Gerard）：巴利·摩斯（Barry Morse）飾

金波逃亡之後，開始執拗追緝他的史丹佛警探（但劇中並未在各集固定出現，通常是間隔數集才登場）。口才便給，推理、分析能力透徹。就當時一路收看本片的觀眾來說，吉拉德可能比較接近所謂的「反派」角色了。但隨著劇情推展，他也逐漸開始發現金波逃亡事件的內幕其實事有蹊蹺…
- 「獨臂人」佛瑞德·強森（Fred Johnson）：比爾·瑞許（Bill Raisch）飾

殺害金波妻子海倫的真兇，於第一季第14集中首度登場。金波歷經千辛萬苦的逃亡之旅終於找到了他，但兩人正面對決的結果卻是…
- 海倫（Helen）：黛安·布魯斯特（Diane Brewster）飾

金波的妻子，關於她遭到殺害的情節，在第一季第14集中有明確提及，後於部分集數的回想場景中登場。
- 唐娜·金波·塔夫特（Donna Kimble Taft）：賈桂琳·史考特（Jacqueline Scott）飾

金波的妹妹。
- 萊納德·塔夫特（Leonard Taft）：李察·安德森（Richard Anderson）、詹姆士·席金（James B. Sikking）、林恩·麥卡錫（Lin McCarthy）飾

金波的妹夫。但由於登場時期不定，劇中飾演的演員也屢有變更。
- 劇中旁白：威廉·康拉德（William Conrad）

## 翻拍版本
- 本劇於1993年翻拍為電影《絕命追殺令》，由哈里遜·福特、湯米·李·瓊斯主演。湯米·李·瓊斯並以《絕命追殺令》獲得奧斯卡金像獎最佳男配角獎。
- 2000年推出過新版影集（英语：The Fugitive (2000 TV series)），但因反應不佳，僅播映一季即告終。
- 2004年，日本TBS電視台也曾以本劇為藍本翻拍為日劇《全面通緝》（原題：《逃亡者 RUNAWAY》），由江口洋介、阿部寬主演。

## 外部連結
- 互联网电影数据库（IMDb）上《"The Fugitive"》的资料（英文）
- 互联网电影数据库（IMDb）上《The Fugitive (1993 movie)》的资料（英文）
- 互联网电影数据库（IMDb）上《The Fugitive (2000)》的资料（英文）
- Encyclopedia of Television
- Stephen J. Cannell's Archive of American Television explanation of Huggins' approach[永久]
- Full episodes of The Fugitive (2000) free from AOL Video （页面存档备份，存于）